# Magnar Isaksen
Magnar Nikolai Isaksen (Kristiansund, 13 de outubro de 1910 - 8 de junho de 1979) foi um futebolista norueguês, medalhista olímpico.

## Carreira
Magnar Isaksen fez parte do elenco medalha de bronze, nos Jogos Olímpicos de 1936.